# 老教堂 (阿姆斯特丹)

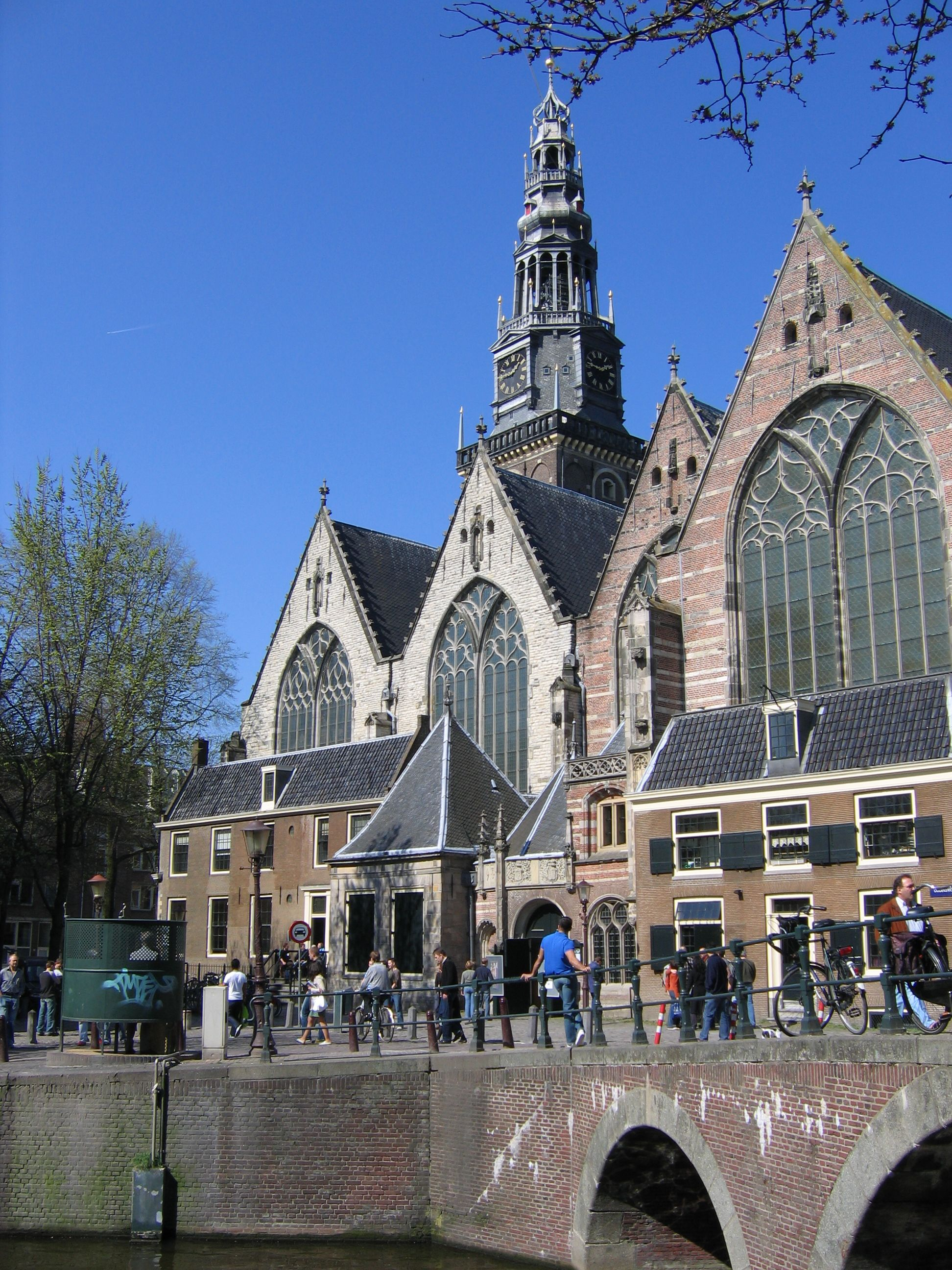
老教堂

老教堂（Oude Kerk）是阿姆斯特丹最古老的本堂区教堂，1306年由乌德勒支主教祝圣。它耸立在德瓦伦（De Wallen），现在阿姆斯特丹的主要红灯区。教堂占地面积约三千三百平方米，其基础是一个人工土堆，被认为是这个沼泽地带最坚固的地基。

## 历史
这座教堂的屋顶是欧洲最大的中世纪木制拱顶，其爱沙尼亚木板追溯到1390年，拥有欧洲顶级的声学效果。许多音乐会在这里进行，包括BBC Singers和圣马丁室内乐团。
地面完全用墓碑铺砌，其原因是这座教堂兴建在一个公墓上。直到1865年，当地居民继续埋葬在教堂范围内。在老教堂有2500个坟墓，埋葬了10,000名阿姆斯特丹市民。  
在1578年宗教改革以前，老教堂是一座天主教堂。威廉一世打败西班牙之后，教会接受了新教加尔文教派。在16世纪的战争中，教堂多次遭到抢劫和污损，只有天花板上的绘画得以幸免。

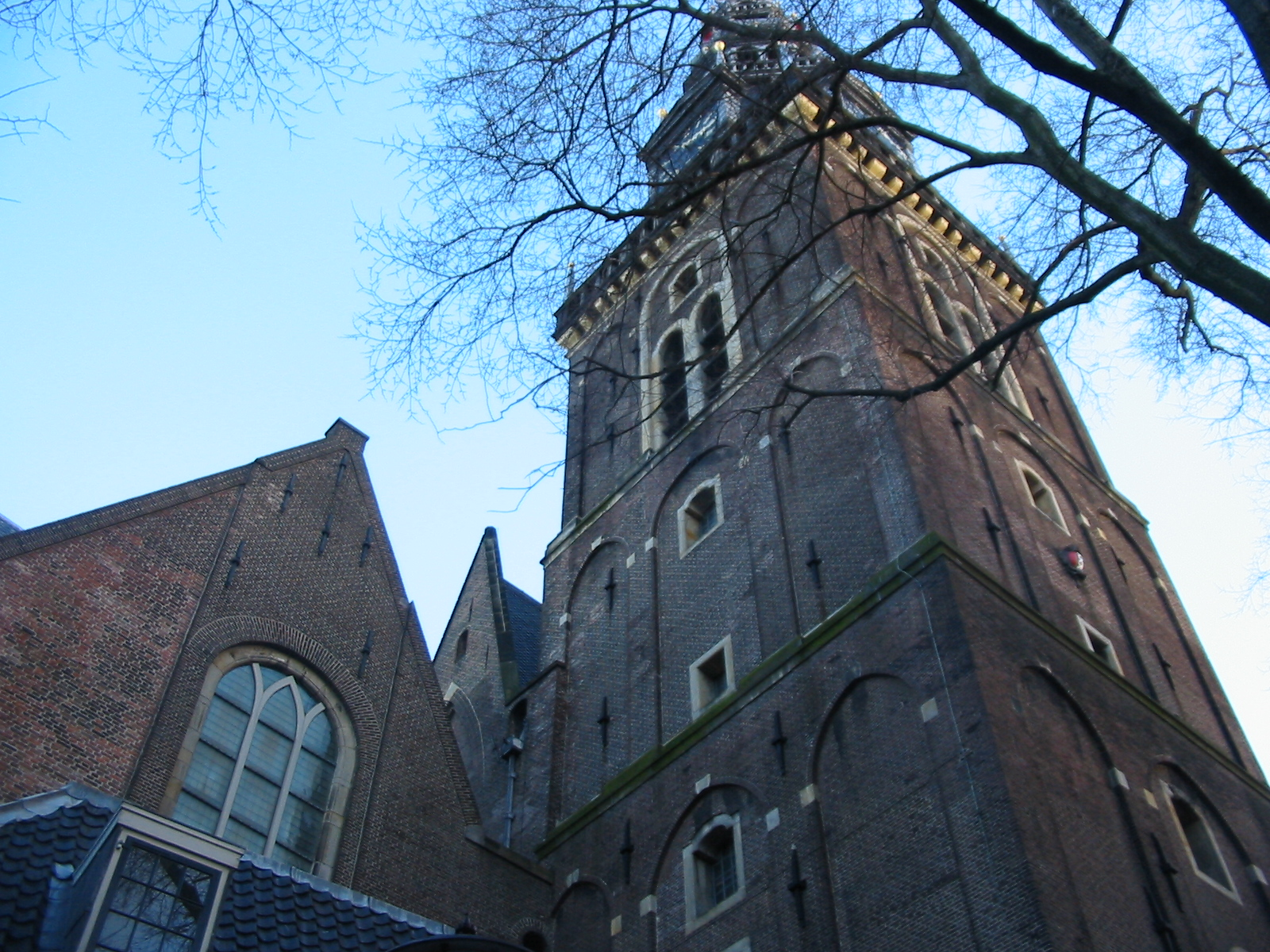
塔楼